# Nicolas Duvauchelle
Nicolas Duvauchelle (27 de marzo de 1980) es un actor francés, quizás más conocido por su papel como Theo en las tres temporadas del drama criminal Braquo.

## Vida personal
Duvauchelle tiene dos hijas: Bonnie Sagnier, con su expareja Ludivine Sagnier (los dos se separaron en 2007); y Romy, con Laura Isaaz, periodista y hermana de la actriz Alice Isaaz. Desde 2015, ha estado saliendo con la modelo Anouchka Alsif.

## Filmografía

### Cortometrajes
- 2011 : The Shoe, de André Saraiva
- 2014 : Dépareillé, de Michael Pierrard

### Televisión
- 2000 : Un homme en colère, serie de televisión (1 episodio), de Didier Albert : Kevin
- 2008 : Rien dans les poches, película para televisión de Marion Vernoux : Étienne Faber
- 2009 : Braquo, serie de televisión (temporada 1) de Olivier Marchal y Frédéric Schoendoerffer : Théo Vachewski
- 2011 : Braquo, serie de televisión (temporada 2) de Philippe Haim y Éric Valette : Théo Vachewski
- 2014 : Braquo, serie de televisión (temporada 3) de Frédéric Jardin y Manuel Boursinhac : Théo Vachewski
- 2015 : Malaterra de Laurent Herbiet y Jean-Xavier de Lestrade : Pierre Viviani

### Clips
- 2015 : Le Bout du tunnel, cortometraje de Medhi Idir en la canción de Grand Corps Malade
- 2011 : My Lovely Diehard de Nicolas Duvauchelle, Michael D'Amour.

## Teatro
- 2000 : American Buffalo de David Mamet en Théâtre du Rond-Point
- 2014 : Des journées entières dans les arbres de Marguerite Duras en Théâtre de la Gaîté Montparnasse